# Pair van Vlaanderen
De Pairs van Vlaanderen, ook Peers of Beers, waren de hoofdleenmannen van de graaf van Vlaanderen, die manschap hadden gedaan maar verder golden als zijn gelijken (pares). In navolging van de pairs van Frankrijk had de Vlaamse graaf vanaf de tweede helft van de elfde eeuw pairs (naar alle waarschijnlijkheid twaalf, in navolging van de twaalf apostelen). 
Ze vormden een raadgevend hof (curia) dat de graaf bijstond. Vanuit hun burchten verdedigden ze de grenzen van het graafschap. In het oosten in Rijks-Vlaanderen was dit aan de Dender en de Schelde. In het zuiden waren er burchten in Mortagne-du-Nord, Aubigny-en-Artois, Phalempin, Béthune en Ardres.
Toen graaf Karel de Goede in 1127 werd vermoord en hij geen rechtmatige erfgenamen naliet, koos de raad van pairs een nieuwe graaf (weliswaar onder druk van de Franse koning) in de persoon van Willem Clito.